# Eilandperron

Het eilandperron is in dit diagram aangegeven met nummers 3 en 4, 2 is een middenperron en 1 een zijperron

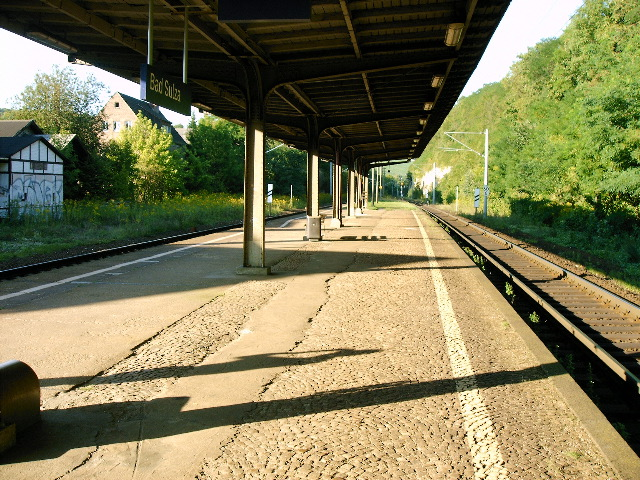
Voorbeeld van een eilandperron in de Duitse plaats Bad Sulza

Een eilandperron is een perron dat aan ten minste twee tegenoverliggende zijden direct wordt begrensd door sporen of rijbanen. Eilandperrons komen zowel voor op trein- als busstations. Bij een perron gelegen tussen twee kopsporen die toegankelijk zijn vanaf het kopeinde gebruikt men de term middenperron vermits er geen sprake is van een eiland.
In de praktijk hoeft een eilandperron echter niet aan beide zijden gebruikt te worden, bijvoorbeeld omdat het andere spoor alleen voor doorgaande treinen is bestemd. Op dubbelsporige spoorwegstations aan verder enkelsporige lijnen komt het voor dat er een smal perron tussen beide sporen ligt, dat enkel aan één zijde kan en mag worden gebruikt. Bij bus- en tramstations spreekt men pas van een eilandperron als het perron daadwerkelijk aan (ten minste) twee tegenoverliggende zijden kan worden gebruikt voor het in- en uitstappen van passagiers.
De toegang tot eilandperrons kan gelijkvloers plaatsvinden op bus-, tram- en treinstations.
Vaak is er een overweg bij het station, en de reizigers kunnen dan vanaf de overweg op het perron komen. Uit veiligheidsoverwegingen heeft zeker op grotere stations een ongelijkvloerse toegang via een voetgangerstunnel of -brug de voorkeur.

## Voordelen
Het toepassen van één enkel eilandperron op bus-, metro- en treinstations heeft als voordeel dat treinen, metro's en bussen in alle richtingen vanaf hetzelfde perron kunnen vertrekken, waardoor alle overstappen plaats kunnen vinden zonder (gelijkvloers of ongelijkvloers) kruisen van de rijbanen of -sporen. Daarbij kan worden volstaan met één toegang voor de passagiers (of goederen), wat voordelen heeft uit oogpunt van kosten (bij ongelijkvloerse kruisingen) of veiligheid (bij gelijkvloerse kruisingen). Op grotere stations met meerdere eilandperrons gaat dit niet op, maar kunnen eenvoudige, snelle cross-platform-overstappen worden gerealiseerd.

## Eilandstations
Bij stations waar het stationsgebouw op het eilandperron is gesitueerd, spreekt men van een eilandstation. Voorbeelden hiervan in Nederland zijn de stations Dieren, Weert, Geldermalsen en sinds 2002 Breukelen. Ook langs de Centraalspoorweg (Utrecht - Zwolle) zijn veel eilandstations gebouwd.

## Eilandperrons op busstations

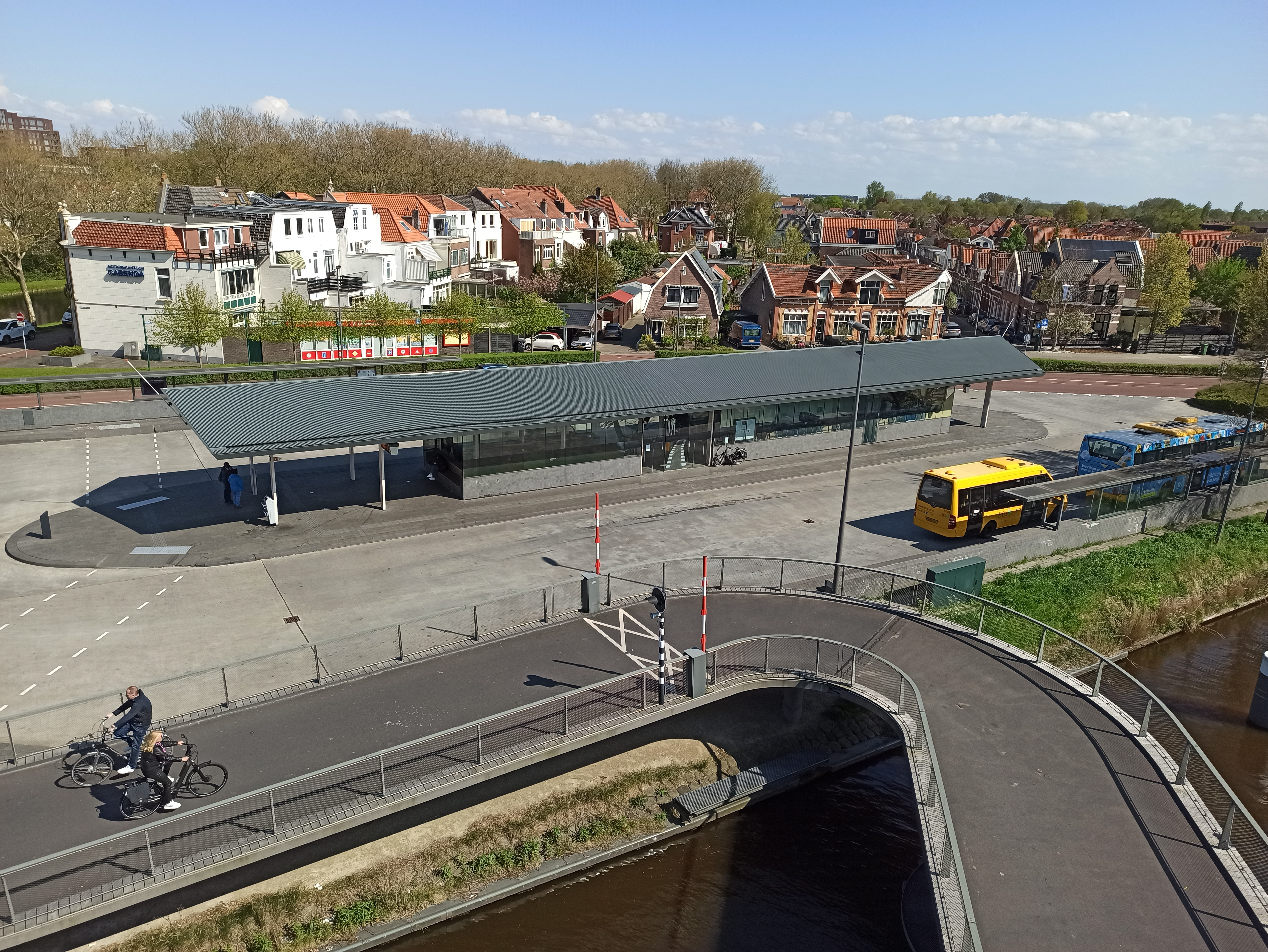
Het busstation van Purmerend

Bij busstations onderscheidt men drie mogelijke basistypen perrons: langsperron, visgraatperrons en eilandperron. Visgraatperrons zijn kleine perrons die aan één zijde worden gebruikt om te halteren en aan de andere zijde meestal worden begrensd door de busbaan van een naastliggende halte. Bij een echt eilandperron zijn meerdere haltes gesitueerd rond één groot eilandperron. Voorbeelden hiervan zijn onder andere het Arriva Busstation Dokkum, Connexxion bij het Spaarne Gasthuis in Hoofddorp, het busstation van Rotterdam Centraal, het busstation van Amsterdam Centraal, het busstation van Purmerend. Een laatste voorbeeld is ten slotte het Busplatform Leyenburg in Den Haag. De bussen rijden hier rechtsom het platform. Tramlijn 6 en RandstadRail 4 kruisen het platform, waardoor een directe overstap tussen bus, tram en RandstadRail mogelijk is. Op station Apeldoorn is eveneens sprake van eilandperrons, die echter enkel aan de linkerkant gebruikt worden door de deuren van de bus.